# Lilla Billingen

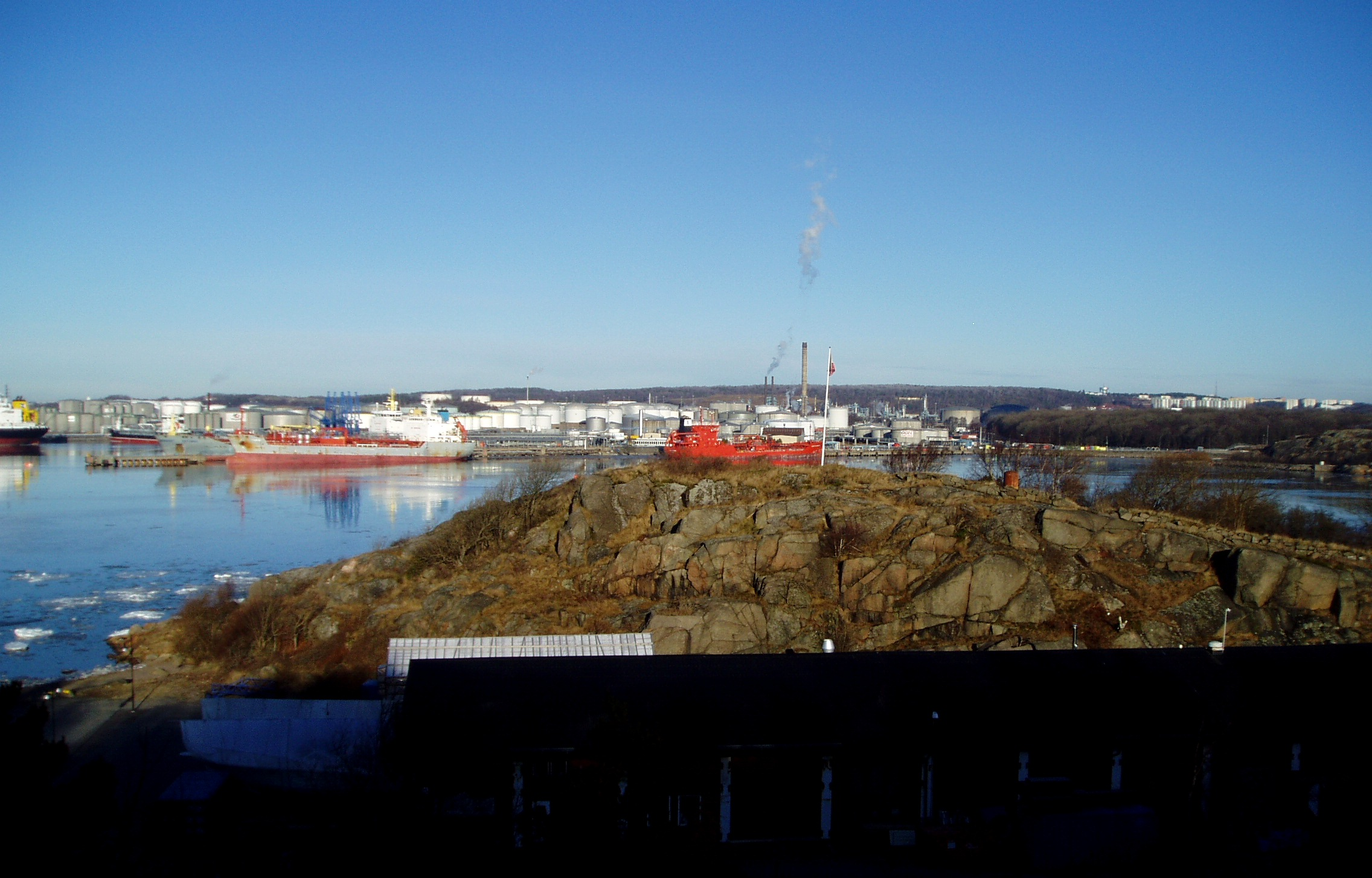
Lilla Billingen

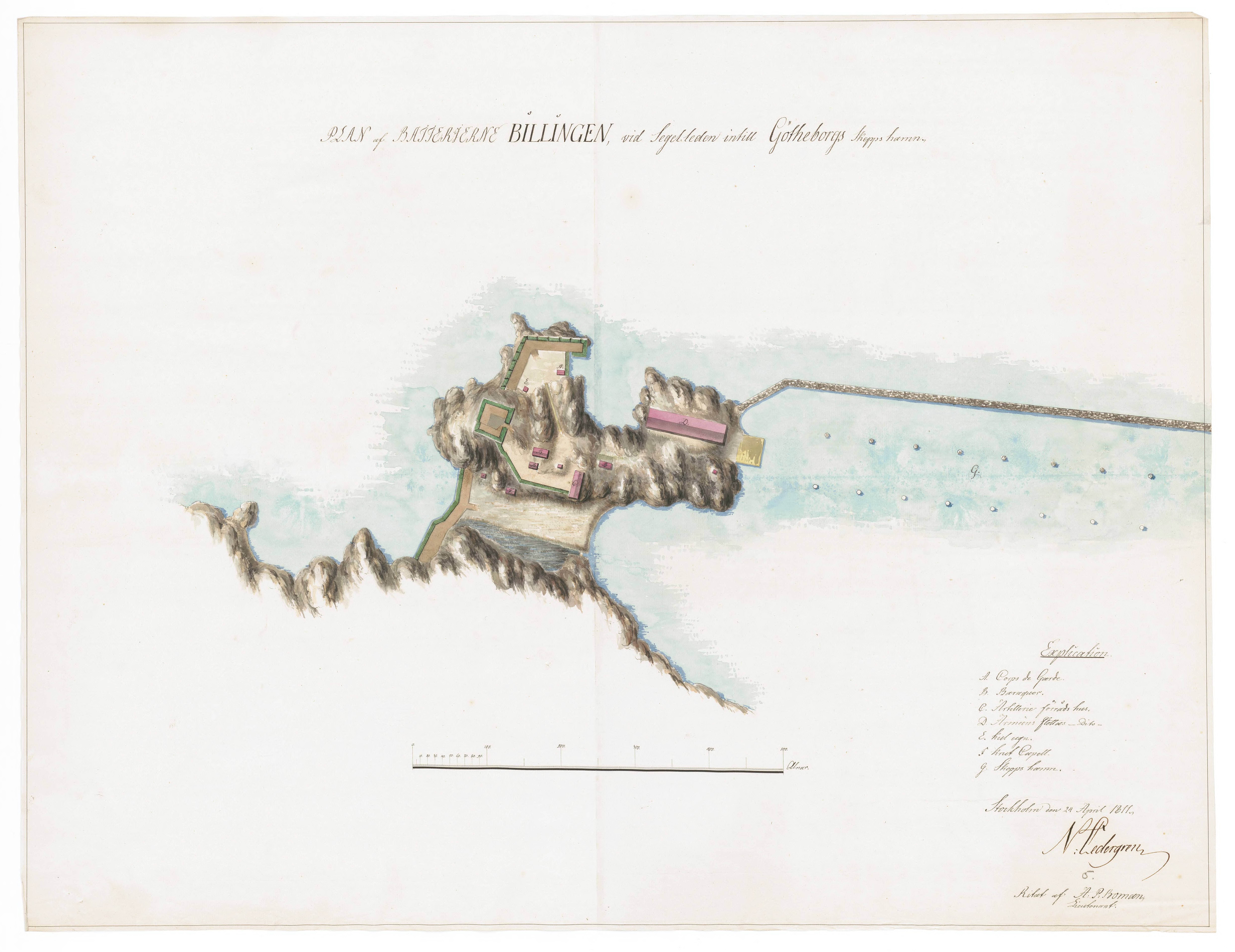
Karta över batterierna på Billingen vid segelleden intill Göteborgs Skeppshamn från 1811.

Lilla Billingen är en mindre höjd (20 m) strax väster om Nya Varvet i stadsdelen Älvsborg i västra Göteborg.
Lilla Billingen ligger på en udde norr om Stora Billingen. På udden låg tidigare Göteborgs salutstation. 
Platsen blev tidigt befäst för att skydda inloppet mot Göteborg tillsammans med skansen Rya Nabbe på andra sidan älven. Den vinkelformade befästningslämning som kan beses idag uppfördes 1741–1742. År 1789 uppfördes ett mindre verk, en fyrsidig redutt med batterier mot älven. Det kompletterades med stenmurar och diverse byggnader fram till och med 1808. Uppe på Lilla Billingen finns det tydliga lämningar efter redutten, stenmurarna och grundläggningar till bebyggelsen. Mellan Stora och Lilla Billingen var det mycket låglänt och här uppfördes det så kallade Ullmunds (Ulfmunds) batteri 1801 eller året efter. 